# Harrie Hendrickx
Harrie Hendrickx is een voormalig Belgisch politicus voor de CVP / CD&V.

## Levensloop
Hij studeerde Politieke en Sociale Wetenschappen en vervolgens Boekhouding. Vervolgens ging hij aan de slag in de bankwereld, zo was hij onder meer aan de slag bij A.V., BAC, BACOB en ten slotte Dexia. In 1983 ging hij aan de slag als zelfstandig verzekeringsconsulent.
Hij werd politiek actief tijdens de gemeenteraadsverkiezingen van 1970. In mei 2003 werd hij aangesteld als waarnemend burgemeester ter vervanging van partijgenoot Tony Sebrechts. In juli werden de wettelijke formaliteiten vervuld en werd hij aangesteld als effectief burgemeester.
In 2002 was hij (mede-)onderwerp in een zaak rond schriftvervalsing en stedenbouwkundige inbreuken. Door de lopende procedure kon hij in 2006 niet beëdigd worden door toenmalig gouverneur Camille Paulus als burgemeester. Hij werd ten slotte buiten vervolging gesteld door de Antwerpse raadkamer, nadat door het parket geen aanwijzingen tot schuld werden gevonden. In de aanloop naar die verkiezingen stond hij in de schijnwerpers van de nationale media nadat hij had verkondigd dat hij overwoog het cordon sanitaire rond het Vlaams Belang (in Schoten o.l.v. Marie-Rose Morel) te doorbreken.
Na de lokale verkiezingen van 2012 verliet hij de politiek.
Hij is de schoonvader van Maarten De Veuster (N-VA).